# PlanetMath
 (février 2023).
PlanetMath est une encyclopédie de mathématiques en ligne. Gratuite et rédigée en anglais, elle est de nature collaborative, suivant en cela l'approche wiki. Ciblant un large public, le projet est hébergé en 2018 par l'université de Waterloo au Canada.
Il offre quelques articles en français, notamment les séminaires SGA dirigés par Alexandre Grothendieck à l'IHES[réf. souhaitée].

## Histoire
PlanetMath est lancé lorsque l'encyclopédie en ligne MathWorld cesse ses activités à la suite d'une injonction obtenue par CRC Press contre Wolfram Research et son employé Eric Weisstein (l'animateur et principal contributeur)[réf. souhaitée].

## Activités
PlanetMath est sous GFDL (licence de documentation libre). En revanche les modifications ne sont pas ouvertes à tous. Chaque contributeur qui crée un article en devient le propriétaire. Il peut alors accorder des droits de modification à d'autres contributeurs ou même à un groupe de contributeurs. Tout le contenu est rédigé en LaTeX, un langage typographique très populaire parmi les mathématiciens. Un contributeur peut créer des liens entre les articles, et le système peut aussi en créer automatiquement. Chaque article est classé selon la Mathematics Subject Classification de l'American Mathematical Society.

## Référence
1. ↑  (en) PlanetMath, « Welcome ! », PlanetMath, 2018.